# Elaphropeza meieri
Elaphropeza meieri är en tvåvingeart som beskrevs av Igor Shamshev 2007. Elaphropeza meieri ingår i släktet Elaphropeza och familjen puckeldansflugor.
Artens utbredningsområde är Singapore. Inga underarter finns listade i Catalogue of Life.